# Satte
Satte (jap. 幸手市 Satte-shi) – miasto w Japonii, na wyspie Honsiu, w prefekturze Saitama. Ma powierzchnię 33,93 km². W 2020 r. mieszkało w nim 50 095 osób, w 20 803 gospodarstwach domowych  (w 2010 r. 54 020 osób, w 19 912 gospodarstwach domowych).
Miasto to otrzymało prawa miejskie 1 października 1986r.